# جيمس هانسون
جيمس هانسون (بالإنجليزية: James Hanson)‏ (9 نوفمبر 1987 في المملكة المتحدة - ) هو لاعب كرة قدم بريطاني في مركز الهجوم. لعب مع برادفورد سيتي ونادي جيزيلي ‏ وEccleshill United F.C. ‏.

## وصلات خارجية
- جيمس هانسون على موقع قاعدة بيانات كرة القدم.إي يو (الإنجليزية)
- جيمس هانسون على موقع Soccerbase.com (لاعب) (الإنجليزية)
- جيمس هانسون على موقع Soccerway.com (الإنجليزية)